# Pääskynkallio
Pääskynkallio är en ö i Finland. Den ligger i sjön Otajärvi och i kommunerna Letala och Pyhäranta och landskapet Egentliga Finland, i den sydvästra delen av landet, 200 km väster om huvudstaden Helsingfors. Öns area är 0,1 hektar och dess största längd är 60 meter i öst-västlig riktning.